# Війчатка короткоповстиста
Війчатка короткоповстиста (Trichocolea tomentella) — вид печіночника родини Trichocoleaceae. Має космополітичне поширення.

## Поширення
Trichocolea tomentella росте на ґрунті, гумусі та підґрунтових вапнякових скелях у помірно кислих або нейтральних, від вологих до вологих, тінистих і вологих місцях, таких як краю струмків, лісові яри та джерельні місця у вільхових кар’єрах. Він широко поширений у нижніх гірських хребтах і зустрічається розкидано в низинах.

## Характеристика
Trichocolea tomentella утворює нещільні, світло-зелені, губчасті групи. Сильні рослини мають довжину до 10 сантиметрів і зазвичай мають 2 або 3 пера. Між бічними листками розташовані численні парафілії (стосується невеликої нитки, лусочки або листоподібної структури на стеблах деяких листових мохів), розбиті на довгі війки. Парафілії збільшують фотосинтетично активну площу. Інші функції є спекулятивними. На одну клітину листка припадає від 5 до 8 масляних тілець. Рослини дводомні. Спорофіти утворюються дуже рідко, вони мають щетинку довжиною приблизно 3 см з подовженою округлою споровою коробочкою.